# Jorge Vasconcelos
Jorge José Vasconcellos Paulo (Rio de Janeiro, 21 de fevereiro de 1957) é um veterano nas dublagens, tem vários trabalhos no currículo. Começou sua carreira na década de 1980, e ganhou notoriedade dublando o personagem Bum Defora, dos desenhos A Vaca e o Frango e Eu Sou o Máximo, a partir de 1996.[carece de fontes?] Interpretou policiais na série O Dentista Mascarado e na novela O Rebu (ambas da Rede Globo), e em 2013 participou na minissérie Amores Roubados.
Em 2007 ganhou um Óscar de dublagem como Melhor Dublador Coadjuvante, como a voz do Diretor Sapão no desenho Meu Amigo da Escola é um Macaco.
Foi indicado a Melhor Dublador de Coadjuvante e Melhor Direção de Dublagem no Prêmio Yamato de 2009 por seu trabalho como Ryuk, em Death Note.

## Lista de trabalhos

### Direção
- Diretor de dublagem no anime Death Note, onde dubla também o personagem Ryuk (também escrito como Ryuuku)[5]

### Dublagens
- Harry Lennix (General Swanwick) - O Homem de Aço, Batman vs Superman: A Origem da Justiça[6]
- Ryuk - Death Note[carece de fontes?]
- General Shepherd - Call of Duty: Modern Warfare III (jogo eletrônico de 2023), Call of Duty: Modern Warfare II
- Ryze - League of Legends